# 薩雅-諾瓦
薩雅-諾瓦（羅馬化：Sayat-Nova、1712年6月14日—1795年9月22日），原名阿魯廷·薩亞迪安（羅馬化：Harutyun Sayatyan），是18世紀亞美尼亞詩人、音樂家和教士。

## 名稱
『薩雅-諾瓦』一名的涵義有多種說法，其中一個較普遍的解釋為波斯語的『歌曲之王』之意。除此之外，尚有『獵人』、『新教師』、『歌心盜賊』、『薩亞德的孫子』等說法。

## 生平
薩雅-諾瓦出生於卡尔特利王国提比里西（現屬格魯吉亞），他善於寫詩、演唱及演奏擦弦琴，他的歌曲和詩歌使用亞美尼亞語、格魯吉亞語和亞塞拜然語創作，同時他也會波斯語及阿拉伯語。薩雅-諾瓦年輕時即受卡爾特利國王伊拉庫里二世的邀請，在宮廷中表演，但之後因愛上了國王的妹妹安娜，失去了在宮廷的地位，餘生皆以吟遊詩人的身分創作。
1759年，他被任命為亞美尼亞使徒教會的教士，1768年開始在哈格帕特修道院服事。1795年，在拒絕皈依伊斯蘭教後，遭到伊朗國王阿迦·穆罕默德汗的軍隊處決。他被葬在第比利斯聖喬治大教堂。

## 評價

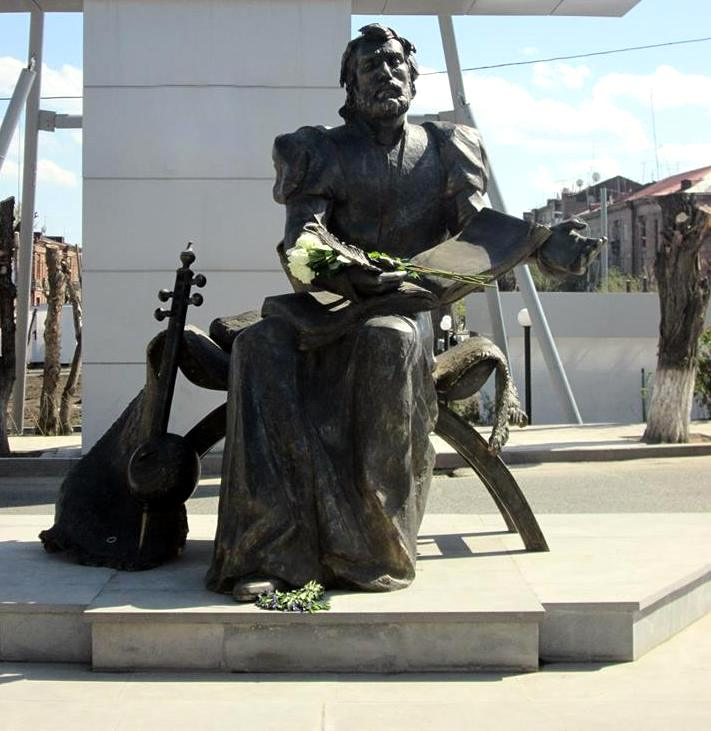
位於久姆里的薩雅-諾瓦紀念碑

薩雅-諾瓦生平作品逾千，並有200首歌曲傳世，他一生都生活在一個宗教信仰濃厚的社會，但他的作品以世俗題材居多，充滿了浪漫的表現主義。在亞美尼亞，他普遍被認為是一位偉大的詩人，並對於亞美尼亞的詩歌和音樂有巨大貢獻，在首都埃里溫有一條街道和一所音樂學校，甚至一個亞美尼亞干邑品牌都以他的名字命名。

## 相關影視作品
- 《紅塵百劫》，1969年蘇聯電影